# John Paul-Duarte
John Paul-Duarte es un futbolista gibralteño. Juega de delantero y su actual equipo es el Lincoln de la Gibraltar Football League y también juega por la Selección de fútbol de Gibraltar. Ha jugado dos partidos por la Liga de Campeones de la UEFA 2014-15 contra el HB Tórshavn al cual le marcó un gol en el partido de vuelta y había puesto a un gol de la clasificación a la siguiente ronda pero terminó perdiendo 5-2.
Por la selección de Gibraltar tiene 2 partidos jugados.

## Clubes
| Club    | País      | Año   |
| ------- | --------- | ----- |
| Lincoln | Gibraltar | 2006- |

## Selección nacional
Ha sido internacional con la Selección de fútbol de Gibraltar en 2 ocasiones y no ha marcado goles. El 1 de marzo del 2014 jugó su primer partido con su selección en un partido amistoso contra la Selección de fútbol de las Islas Feroe, al perder 1-4.

## Palmarés

### Campeonatos nacionales
| Título                    | Club    | País      | Año       |
| ------------------------- | ------- | --------- | --------- |
| Gibraltar Football League | Lincoln | Gibraltar | 2005-2006 |
| Gibraltar Football League | Lincoln | Gibraltar | 2006-2007 |
| Gibraltar Football League | Lincoln | Gibraltar | 2007-2008 |
| Gibraltar Football League | Lincoln | Gibraltar | 2008-2009 |
| Gibraltar Football League | Lincoln | Gibraltar | 2009-2010 |
| Gibraltar Football League | Lincoln | Gibraltar | 2010-2011 |
| Gibraltar Football League | Lincoln | Gibraltar | 2011-2012 |
| Gibraltar Football League | Lincoln | Gibraltar | 2012-2013 |
| Gibraltar Football League | Lincoln | Gibraltar | 2013-2014 |

### Copas nacionales
| Título   | Club    | País      | Año       |
| -------- | ------- | --------- | --------- |
| Rock Cup | Lincoln | Gibraltar | 2005-2006 |
| Rock Cup | Lincoln | Gibraltar | 2006-2007 |
| Rock Cup | Lincoln | Gibraltar | 2007-2008 |
| Rock Cup | Lincoln | Gibraltar | 2008-2009 |
| Rock Cup | Lincoln | Gibraltar | 2009-2010 |
| Rock Cup | Lincoln | Gibraltar | 2010-2011 |
| Rock Cup | Lincoln | Gibraltar | 2013-2014 |

### Supercopa Gibralteña
| Título               | Club    | País      | Año  |
| -------------------- | ------- | --------- | ---- |
| Supercopa Gibralteña | Lincoln | Gibraltar | 2007 |
| Supercopa Gibralteña | Lincoln | Gibraltar | 2008 |
| Supercopa Gibralteña | Lincoln | Gibraltar | 2009 |
| Supercopa Gibralteña | Lincoln | Gibraltar | 2010 |
| Supercopa Gibralteña | Lincoln | Gibraltar | 2011 |
| Supercopa Gibralteña | Lincoln | Gibraltar | 2014 |

### Distinciones individuales
| Distinción                               | Año       |
| ---------------------------------------- | --------- |
| Goleador de la Gibraltar Football League | 2013-2014 |

- Datos: Q16146033
- Multimedia: John-Paul Duarte / Q16146033